# أفجوي
أفجوي (بالصومالية: Afgooye)‏ مدينة تقع في إقليم شبيلا السفلى، وتبعد حوالي 30كم شمال غرب العاصمة مقديشو. ويمر خلالها نهر شبيلى.

## التاريخ
كانت جزءًا من الصومال الإيطالي في أوائل القرن العشرين، فقد احتلها الطليان سنة 1908 وأغلقوا سوق الرقيق الذي كان موجودًا بالمدينة آنذاك.
وفي الثمانينيات، كانت أفجوي وجهةً لمستثمرين من دول الخليج العربي، ويُقال أن أمير الكويت قد زار البلدة خلال شهر رمضان.
وبعد اندلاع الحرب الأهلية الصومالية سنة 1991، ائتوى إلى أجزاء من المدينة مهجرو الداخل بأعداد كبيرة، بعدما تركوا مواطنهم الأصلية في جنوب البلاد.

## السكان
يقطن المدينة العديد من العشائر الصومالية، وعدة مجموعات عرقية تُعتبر أقلية في الصومال.

## جدس
تُستخدم في الجدس كنقطة مرجعية في الصومال، وقد حُدّدت نقطة أفجوي على أساس مجسم كراسوفسكي [الإنجليزية] وخط طول غرينيتش.

## أعلام
- محمد عثمان الجواري
- عبد الله عيسى محمد